# Старкс (Луїзіана)
Старкс (англ. Starks) — переписна місцевість (CDP) в США, в окрузі Калкасьє штату Луїзіана. Населення — 659 осіб (2020).

## Географія
Старкс розташований за координатами 30°18′38″ пн. ш. 93°40′0″ зх. д. / 30.31056° пн. ш. 93.66667° зх. д. (30.310462, -93.666698).  За даними Бюро перепису населення США в 2010 році переписна місцевість мала площу 8,88 км², уся площа — суходіл.

## Демографія
Згідно з переписом 2010 року, у переписній місцевості мешкали 664 особи в 282 домогосподарствах у складі 171 родини. Густота населення становила 75 осіб/км².  Було 329 помешкань (37/км²).
Расовий склад населення:
| - 94,3 % — білих - 5,0 % — чорних або афроамериканців - 0,3 % — корінних американців |

До двох чи більше рас належало 0,3 %. Частка іспаномовних становила 0,6 % від усіх жителів.
За віковим діапазоном населення розподілялося таким чином: 23,8 % — особи молодші 18 років, 60,8 % — особи у віці 18—64 років, 15,4 % — особи у віці 65 років та старші. Медіана віку мешканця становила 41,5 року. На 100 осіб жіночої статі у переписній місцевості припадало 86,5 чоловіків;  на 100 жінок у віці від 18 років та старших — 84,7 чоловіків також старших 18 років.
Середній дохід на одне домашнє господарство  становив 30 512 долари США (медіана — 21 591), а середній дохід на одну сім'ю — 32 890 доларів (медіана — 27 813). За межею бідності перебувало 51,6 % осіб, у тому числі 87,2 % дітей у віці до 18 років та 30,3 % осіб у віці 65 років та старших.
Цивільне працевлаштоване населення становило 238 осіб. Основні галузі зайнятості: мистецтво, розваги та відпочинок — 41,6 %, будівництво — 14,7 %, освіта, охорона здоров'я та соціальна допомога — 14,3 %.